# Topino

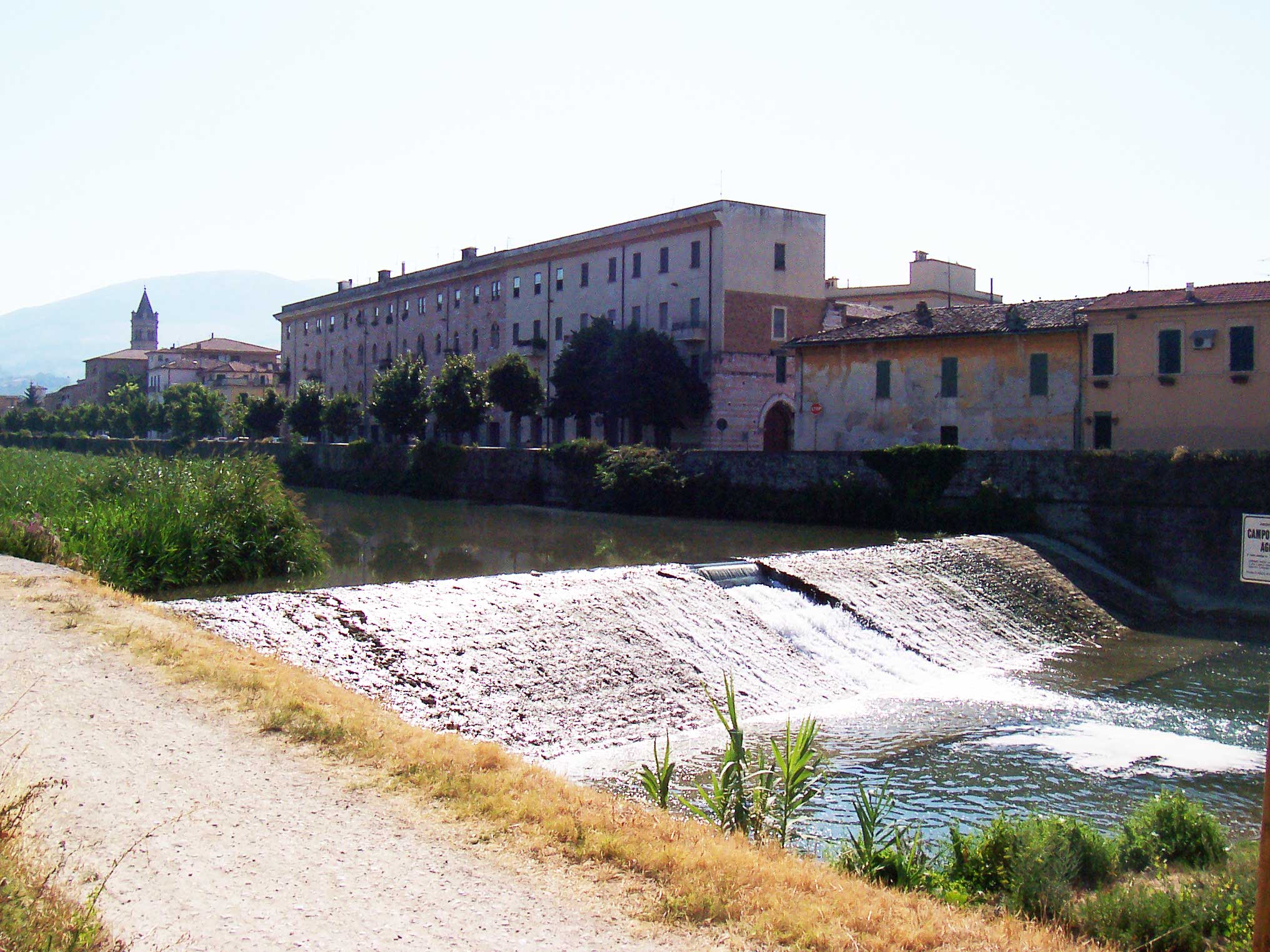
de Topino in Foligno

De Topino is een rivier in de regio Umbrië in Italië. De Topino heeft zijn oorsprong in de Apennijnen, passeert de plaats Foligno en stroomt ten zuiden van Perugia uit in de Tiber.
- Virtual International Authority File: 244697253